# Аваїки (печера)
Аваікі (англ. Avaiki Cave) — прибережна карстова печера на острові Ніуе (володіння Нової Зеландії). Розташована в північно-західній частині острова, на території округу Макефу, поблизу межі з округом Туапа, приблизно за 6 км на північ від столиці Ніуе — Алофі.